# Afroestricus sadaukii
Afroestricus sadaukii là một loài ruồi trong họ Asilidae. Afroestricus sadaukii được Scarbrough miêu tả năm 2005. Loài này phân bố ở vùng nhiệt đới châu Phi.